# Stazione di Orte
La stazione di Orte è la stazione ferroviaria a servizio dell'omonimo comune nella frazione di Orte Scalo.
Posta sulla ferrovia Firenze-Roma è direttamente raccordata, tramite le interconnessioni Orte Nord e Orte Sud, alla "direttissima" Firenze-Roma. Dalla stazione si dirama inoltre la linea per Ancona. Altitudine piazzale binari 52 m. slm.

## Storia
La stazione di Orte risale al 1º aprile 1865, anno dell'attivazione del tronco Roma-Orte della ferrovia Roma-Firenze linea lenta.
Il fabbricato viaggiatori originario, distrutto durante la seconda guerra mondiale, venne sostituito da un edificio in stile moderno al termine del conflitto, inaugurato nel 1949.
Era capolinea della cessata ferrovia Orte-Capranica-Civitavecchia, mentre dal 1961 al 1995 è stata capolinea della medesima linea ma con servizio limitato alla stazione di Capranica (la tratta Capranica-Civitavecchia è senza traffico dal 1961 ed è stata dismessa nel 2011).

## Strutture ed impianti
La stazione dispone di un fabbricato viaggiatori che ospita la biglietteria ufficiale Trenitalia (orario di apertura dal lunedì al venerdì dalle ore 5.55 alle ore 20.37), i servizi igienici, il bar e l'ufficio di Polizia Ferroviaria.
È dotata di sette binari utilizzati per il servizio passeggeri, di cui cinque passanti e due tronchi.

## Movimento
La stazione ha un flusso passeggeri annuo di circa di 3 milioni in quanto nodo di scambio tra diverse linee ferroviarie.
È capolinea del servizio ferroviario FL1 per Fiumicino Aeroporto e della ferrovia Orte-Viterbo svolte da Trenitalia in accordo con il contratto di servizio stipulato con gli enti locali.
Effettuano fermata in questa stazione tutti i treni regionali in transito nonché i treni Intercity (per Ancona e Perugia e in transito sulla direttissima Roma-Firenze), svolti anch'essi da Trenitalia.
È capolinea della Civitavecchia-Orte, sospesa al traffico dal 1994 tra Capranica e Orte e dismessa tra Civitavecchia e Capranica dal 2011.

## Servizi
La stazione dispone di:
- Biglietteria e Assistenza Clienti (dal lunedì al venerdì dalle ore 5.55 alle ore 20.37).
- Biglietteria automatica
- Bar
- Polizia Ferroviaria